# Indopodisma
Indopodisma is een geslacht van rechtvleugeligen uit de familie veldsprinkhanen (Acrididae). De wetenschappelijke naam van dit geslacht is voor het eerst geldig gepubliceerd in 1932 door Dovnar-Zapolskij.

## Soorten
Het geslacht Indopodisma  is monotypisch en omvat slechts de volgende soort:
- Indopodisma kingdoni (Uvarov, 1927)